# Handtmann
Die Handtmann Beteiligungen GmbH ist die Konzernobergesellschaft der Handtmann Unternehmensgruppe, einem deutschen Unternehmen mit Sitz in Biberach an der Riß.
Das Unternehmen entstand aus einer Messinggießerei. Derzeit werden Leichtmetallgussteile und Systemkomponenten für die Automobilindustrie, Maschinen für die Nahrungsmittelindustrie, Edelstahlarmaturen und Anlagen für die Getränkeindustrie, Geräte der Leistungselektronik sowie hochfeste Teile aus technischem Kunststoff hergestellt.

## Geschichte

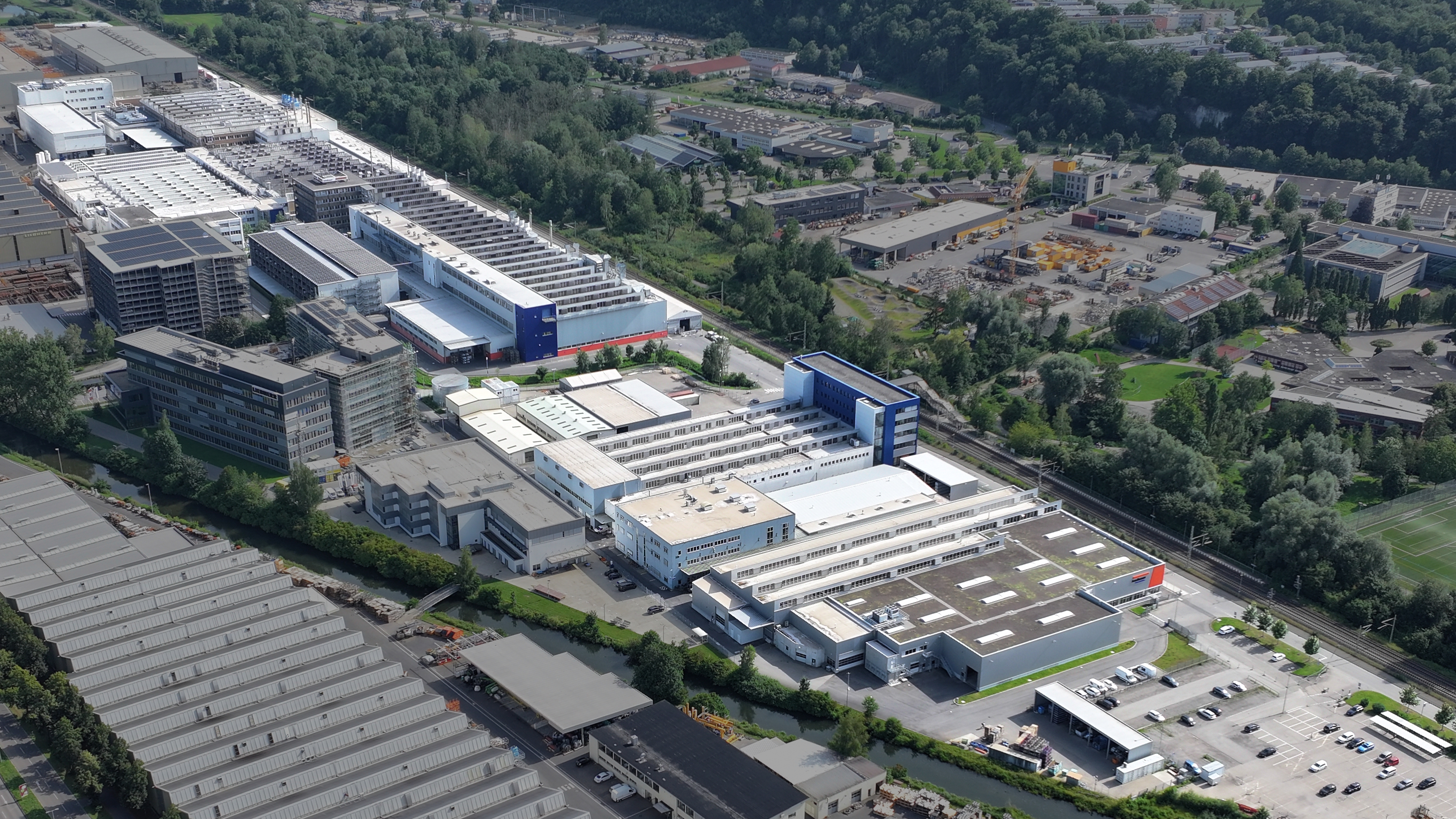
Luftaufnahme der Arthur-Handtmann-Straße

Der Glockengießer und Mechanikermeister Christoph Albert Handtmann gründete 1873 in Biberach eine Messinggießerei in dem historischen Gebäude Bachmühle. Er begann mit der Herstellung von Armaturen für Obstbranntweinbrennereien, Sudhäuser und Bierlagerfässer. Christoph Albert Handtmann starb am 16. Juni 1918. Nach dem Tod von Christoph Albert Handtmann wurden die Söhne Karl Albert Handtmann (Gelbgießermeister) und Adolf Karl Handtmann (Kaufmann) 1919 Gesellschafter des Unternehmens. 1929 erfolgte der Umzug an den Standort Riß-/Fabrikstraße in Biberach. 1944 wurde Adolf Karl Handtmann alleiniger Inhaber. 1946 trat Arthur Handtmann als Gesellschafter in die Unternehmung ein. Er nahm den Aluminium-Sandguss in das Produktionsprogramm auf.
Nach dem Tod von Adolf Karl Handtmann wurde Arthur Handtmann 1953 alleiniger Inhaber. 1954 gründete er die Maschinenfabrik für die Herstellung von Füll- und Portioniermaschinen für die Lebensmittelindustrie. Außerdem begann er mit dem Kokillenguss. 1961 wurde der Aluminium-Druckguss in das Produktionsprogramm aufgenommen. 1967 begann der Umzug in die ehemalige Birkenallee (heute Arthur-Handtmann-Straße) in Biberach. 1968 wurde der Geschäftsbereich Kunststofftechnik (Albert Handtmann Elteka GmbH & Co. KG) zur Herstellung von Kunststoff-Formteilen aus Polyamid 12 gegründet. 1982 trat Thomas Handtmann (vierte Generation) in die Unternehmensgruppe ein. 1983 war der Umzug in die Birkenallee (heute Arthur-Handtmann-Straße) vollständig abgeschlossen. 1986 wurde die erste Auslandsniederlassung für den Vertrieb von Fleischereimaschinen in England (Handtmann Ltd.) gegründet. 1989 erfolgte die Übernahme der A-Punkt Automation in Baienfurt zur Herstellung von CNC-gesteuerten Hochgeschwindigkeits-Mehrachszentren.
1990 wurde die Vertriebsniederlassung für den Vertrieb von Fleischereimaschinen in den USA gegründet. Im Metallgussbereich wurde mit dem Lost Foam Gießverfahren begonnen. 1991 wurde die Vertriebsniederlassung für den Vertrieb von Fleischereimaschinen in Italien und Kanada gegründet. 1992 erfolgte die Übernahme der Leichtmetallgießerei Annaberg in Annaberg-Buchholz (Sachsen). 1997 wurde die Vertriebsniederlassung für den Vertrieb von Fleischereimaschinen in Frankreich gegründet. 1998 übernahm Thomas Handtmann (vierte Generation) die Geschäftsführung der Unternehmensgruppe Handtmann und Arthur Handtmann (dritte Generation) wurde Vorsitzender des Beirats. Die Handtmann Maschinenfabrik zog 1999 von der Arthur-Handtmann-Straße in die Hubertus-Liebrecht-Straße in Biberach um.
2000 wurde die Vertriebsniederlassung für Fleischereimaschinen in Brasilien gegründet. 2001 wurde die erste Auslandsniederlassung (Handtmann CNC Technologies Inc.) der A-Punkt Automation in den USA zum Vertrieb von Bearbeitungszentren gegründet. 2003 wurde die Handtmann Systemtechnik zur Fertigung und Montage von Systemkomponenten sowie Systemen für die Automobilindustrie gegründet. 2004 feierte die Handtmann Maschinenfabrik ihr 50-jähriges Bestehen. 2005 wurde die Handtmann Slovakia in Košice zum Betrieb eines Metallgusswerkes gegründet. 2006 wurde die Vertriebsniederlassung für Fleischereimaschinen in China gegründet. 2006 gründete die Handtmann A-Punkt Automation ihre erste Service-Gesellschaft (ooo Handtmann Russland) in Russland. 2008 wurde für die Handtmann Armaturenfabrik ein neues Verwaltungsgebäude mit Erweiterung der Produktion um zusätzliche 4000 m² errichtet. 2009 erfolgte die Gründung der Handtmann Niederlassung Zittau als Gebrauchtmaschinenzentrum für Fleischereimaschinen sowie die Gründung der KW Technologie GmbH & Co. KG.
2010 wurde das neue Kundenforum auf dem Gelände der Handtmann-Maschinenfabrik eingeweiht und die Produktion, Forschung und Entwicklung der Maschinenfabrik um 50 % erweitert. 2013 wurde für die Handtmann Elteka ein neues Verwaltungs- und Produktionsgebäudes im Biberacher Industriegebiet Aspach gebaut. Außerdem begann der Aufbau eines neuen Produktionsstandortes in China (Tianjin) für das Handtmann Metallgusswerk, welches im März 2015 eröffnet wurde.
2014 eröffnete die Handtmann Maschinenfabrik (Geschäftsbereich „Füll- und Portioniersysteme“) eine Vertriebs- und Servicegesellschaft in Moskau (Russland).
2015 eröffnete die Handtmann Maschinenfabrik eine Vertriebs- und Servicegesellschaft in Mexiko.
2016 eröffnete die Handtmann-Maschinenfabrik ein zweites Kunden- und Technologiezentrum mit rund 4000 m² Fläche. Zum 31. August 2017 verkaufte die Unternehmensgruppe den Geschäftsbereich Bearbeitungszentren im Rahmen eines Management-Buy-out an die Walter AP Holding GmbH.
Arthur Handtmann starb am 14. April 2018 im Alter von 91 Jahren.
Zum 1. Juni 2018 hat die Handtmann Maschinenvertrieb GmbH & Co. KG von der Heifo Rütenbories GmbH & Co. KG die Fachabteilung Fleischereimaschinen übernommen. Im Dezember 2018 kauft Handtmann die Firma Oelmaier Industrieelektronik GmbH & Co. KG, Ochsenhausen, welche 2020 zu Handtmann e-solutions GmbH & Co. KG umfirmiert wurde.
2019 erfolgte der Spatenstich für eine neue Produktionshalle für Aluminium-Druckguss sowie mechanische Bearbeitung in Kechnec (Slowakei). In Spanien wurde die Handtmann Iberia SL als weitere Vertriebsfirma für den Bereich Füll- und Portioniersysteme gegründet.
2020 übernahm die Handtmann Unternehmensgruppe die Inotec Gruppe mit Standorten in Deutschland, Tschechien und Frankreich. Inotec stellt Misch- und Zerkleinerungstechnik sowie Abbindemaschinen für die Lebensmittelverarbeitung her.
2021 übernahm die Handtmann Unternehmensgruppe den holländischen Maschinenbau- und Handelspartner Verbufa.
2021 wurde eine Vertriebsniederlassung des Geschäftsbereiches Füll- und Portioniersysteme in Thailand gegründet. 2023 folgte eine weitere Niederlassung in Polen.
2023 übernahmen Markus Handtmann und Valentin Ulrich (fünfte Generation) die Geschäftsführung der Unternehmensgruppe. Thomas Handtmann (vierte Generation) wurde Vorsitzender des Beirats.
2024 erfolgte die Übernahme des Kunststofftechnikspezialisten Kegelmann mit Sitz in Rodgau-Jügesheim.